# Starr vor Angst
Starr vor Angst ist eine US-amerikanische Horrorkomödie aus dem Jahr 1953 von George Marshall mit Dean Martin und Jerry Lewis in den Hauptrollen. Das Drehbuch basiert auf dem Bühnenstück The Ghost Breaker von Paul Dickey und Charles W. Goddard, das von Regisseur Marshall 1940 schon einmal verfilmt wurde.

## Handlung
Nachdem der Nightclubkellner Pierre von dem Gangster Trigger in ein Auto gedrängt wird, erzählt der tollpatschige Hilfskellner Myron Mertz seinem langjährigen Freund Larry Todd, dem Sänger des Clubs, dass Triggers Chef Shorty verlangt habe, dass Pierre zu ihm gebracht werde, weil Pierre Shortys Freundin Rosie umworben habe. Da Larry ebenfalls mit Rosie geflirtet hat, verlässt er den Club in Panik. Als Shorty den Club anruft und nach Larry fragt, beschließt Myron, seinem Freund zu helfen, indem er in das Hotelzimmer des Gangsters geht und seinen Fall vorträgt.
Im Hotel erregt Mary Carroll, die das Zimmer gegenüber von Shorty bewohnt, Triggers Misstrauen, als ein Gewitter die Lichter ausfallen lässt und sie scherzhaft bemerkt, dass es eine gute Nacht für einen Mord sei. In ihrer Suite spricht Mary mit dem Nachlassverwalter Cortega über das Schloss, das sie kürzlich von ihrem Großvater geerbt hat. Mary freut sich darauf, das Schloss auf Lost Island vor der Küste Kubas zu sehen, doch Cortega warnt sie, dass es dort schon lange spukt. Nachdem Cortega verrät, dass ein anonymer Käufer 50.000 Dollar für das Schloss geboten hat, erhält Mary einen Anruf von dem ihr unbekannten Ramon Carriso, der ihr vom Verkauf des Schlosses abrät und sie um ein Treffen bittet. Myron kommt unterdessen im Hotel an, verliert aber vor Shortys Suite die Nerven. Myron lässt sich von seinem Gewissen dazu überreden, weiterzumachen, und wird bald von Shortys Schlägern, die Pierre ermordet haben, verprügelt. In diesem Moment taucht Larry auf und sieht Ramon im Flur lauern. Sekunden später schießen Ramon und Cortega, der in seinem Zimmer ist, aufeinander, und ein verwirrter Larry zieht seine eigene Waffe und feuert in Ramons Richtung. Die Schüsse lassen Shorty und seine Männer fliehen. Myron rennt in den Flur, während Cortega heimlich Ramons Waffe ergreift.
Als Larry die Polizei kommen hört, dringt er in Marys Suite ein und bittet sie, ihn zu beschützen. Larry nimmt an, dass das Opfer einer von Shortys Männern war, und sagt Mary, dass er in Notwehr geschossen hat. Als die Polizei an ihre Tür klopft, schubst Mary Larry in ihr Schlafzimmer und versucht, Larrys heruntergefallenen gepunkteten Schal zu verstecken, den ein anderer Gast als den des Schützen identifiziert hat. Nachdem die Polizei das Schlafzimmer durchsucht und mit leeren Händen wieder gegangen ist, stellen Mary und Myron fest, dass Larry sich in ihrem Koffer eingeschlossen hat, der inzwischen zu dem Pier geschickt wurde, von dem Marys Schiff nach Kuba ablegt. Myron eilt zum Pier und befreit Larry aus Marys Koffer. Als er jedoch sieht, dass Trigger den Pier durchsucht, springt er in den Koffer. Ein Betrunkener erscheint und als er Myron mit Larry reden hört, nimmt er an, dass Larry ein großartiger Bauchredner ist. Er erzählt einem vorbeikommenden Polizisten davon. Als Mary ankommt, lässt Larry den noch immer im Koffer versteckten Myron zurück, um mit ihr zu sprechen. Der Koffer wird, mitsamt Myron, aufs Schiff gebracht. Da Trigger und die Polizei noch in der Nähe sind, beschließt Larry, mit Mary an Bord des Ozeandampfers zu gehen.
Das Schiff legt ab, bevor Myron aus dem Koffer befreit wird, aber er organisiert schnell den Transport zurück an Land. Larry hat jedoch einen Zeitungsartikel über die Schießerei gelesen, in dem Ramon als Opfer identifiziert wird und angegeben wird, dass er mit einer Waffe des Kalibers .38 getötet wurde, nicht mit einer des Kalibers .32 wie Larrys, und ihm wird klar, dass er die tödliche Kugel nicht abgefeuert hat. Larry weiß, dass Mary Ramon treffen sollte und dass sie einen Drohbrief erhalten hat. Er erklärt Myron, dass sie nach Kuba fahren werden, um sie zu beschützen. Während der Reise unterhalten Larry und Myron gemeinsam mit der Sängerin Carmelita Castina die Passagiere. Larry rettet Mary vor einem fallenden Feuereimer, der von einem mysteriösen Fremden mit einem vernarbten Arm fallen gelassen wurde. Während Cortega Myron und Larry anfleht, Mary von der Insel fernzuhalten, findet Mary ein Messer in ihrer Kabinentür. Sie trifft ihren alten Freund Tony Warren, der in Kuba lebt. Er identifiziert das Messer als Voodoo-Artefakt und spricht über die Zombies auf Lost Island.
Nach der Landung in Kuba schleichen sich Larry und Myron aus ihrem Hotel und rudern nach Lost Island. Als sie das Schloss betreten, werden sie von einer alten Frau entdeckt, die ihrem Zombiesohn befiehlt, ihnen zu folgen. Drinnen sehen Larry und Myron geisterhafte Erscheinungen und ein Porträt von Marys Ururgroßmutter, der Mary sehr ähnlich sieht. Mary kommt in einem anderen Boot an und hört eine körperlose Stimme, die sie warnt, zu gehen. Myron und Larry werden vom Zombie verfolgt, aber als Mary plötzlich im Kleid ihrer Vorfahren auftaucht, ist der Zombie lange genug verwirrt, dass Myron und Larry ihn in einen Schrank sperren können. Während Myron oben Wache hält, untersuchen Mary und Larry das Mausoleum im Erdgeschoss des Schlosses und entdecken bald Hinweise auf einen verborgenen Schatz. Als Mary und Larry bestimmte Noten auf der Orgel des Mausoleums spielen, öffnet sich einer der Sargdeckel und gibt den Blick auf einen tödlich verwundeten Cortega frei. Mit seinem letzten Atemzug erzählt Cortega Mary, dass er versucht habe, sie vor mörderischen Schatzsuchern zu schützen. Der verängstigte Myron fällt durch eine Falltür in das Mausoleum. Mary und Larry entdecken den Eingang zur unterirdischen Schatzkammer. Nach dem Abstieg werden Larry und Mary von Ramons Zwillingsbruder Francisco überrascht, der wissen will, wer Ramon getötet hat. In diesem Moment erscheint Tony, dessen Arm vernarbt ist, und schießt auf Francisco, wobei er ihn verwundet. Tony gibt zu, dass er, nachdem er den Schatz ausgegraben hatte, Cortega und Ramon angeheuert hatte, um Mary zu verscheuchen, Cortega jedoch tötete, als er sich gegen ihn wandte. Als Tony im Begriff ist, Mary und Larry zu töten, beginnt Myron, „Chopsticks“ auf der Orgel zu spielen, dabei löst er eine weitere Falltür aus, die sich unter Tony öffnet. Später, nachdem Tony aus dem Weg ist, planen Larry und Mary ihre Hochzeit auf der verlorenen Insel. Als sie jedoch Skelette mit den Köpfen von Bob Hope und Bing Crosby sehen, rennen sie entsetzt aus dem Schloss.

## Hintergrund
Gedreht wurde der Film von Ende Mai bis Mitte Juli 1952 in den Paramount-Studios in Hollywood.
Im Film imitierte Jerry Lewis Carmen Miranda und bewegt zu einer ihrer bekanntesten Nummern, Mamá yo quiero, die Lippen. In einer Szene imitierte Lewis auch Humphrey Bogart. Laut einer Pressenachricht vom April 1952 erschienen Lewis und sein Co-Star Dean Martin zunächst nicht zur Arbeit an dem Film, da sie mit dem Drehbuch unzufrieden waren. Moderne Quellen geben jedoch an, dass Martin und Lewis, die zum Zeitpunkt der Produktion des Films zu enormen Kassenschlagern geworden waren, sich weigerten, aufzutreten, weil sie aus ihrem Vertrag mit dem Paramount-Produzenten Hal Wallis aussteigen wollten. Martin und Lewis unterzeichneten Ende Mai einen neuen Vertrag mit Wallis, der ihnen 1.000.000 Dollar (2024: ca. 11,8 Millionen Dollar) pro Jahr garantierte und vorschrieb, dass sie nur eine Paramount-Veröffentlichung pro Jahr machen durften.
Franz Bachelin und Hal Pereira oblag die künstlerische Leitung. Sam Comer und Ross Dowd waren für das Szenenbild zuständig, Edith Head für die Kostüme, Wally Westmore für das Maskenbild. Farciot Edouart, Gordon Jennings und Paul K. Lerpae schufen die visuellen Effekte. Charles C. Coleman arbeitete als Regieassistent.
Für Carmen Miranda war es die letzte Rolle in einem Kinofilm.

## Musik
Folgende Songs wurden im Film gespielt:
- San Domingo, Song of the Enchilada Man und When Someone Wonderful Thinks You’re Wonderful von Mack David und Jerry Livingston
- Mamá yo quiero von Jararaca und Vicente Paiva, englischer Text von Al Stillman
- You Hit the Spot von Mack Gordon und Harry Revel
- What Have You Done for Me Lately von Philip Springer und Richard Adler

Musikalischer Direktor war Joseph J. Lilley, Orchesterleiter Lucien Cailliet.

## Synchronisation
Die deutsche Synchronfassung entstand im Auftrag der Berliner Synchron GmbH Wenzel Lüdecke.
| Rolle                  | Schauspieler   | Deutscher Synchronsprecher |
| ---------------------- | -------------- | -------------------------- |
| Larry Todd             | Dean Martin    | Klaus Miedel               |
| Myron Mertz            | Jerry Lewis    | Horst Gentzen              |
| Mary Carroll           | Lizabeth Scott | Sigrid Lagemann            |
| Mr. Cortega            | George Dolenz  | Curt Ackermann             |
| Tony Warren            | William Ching  | Ernst Wilhelm Borchert     |
| Ramon/Francisco Cariso | Paul Marion    | Gerd Martienzen            |
| Shorty                 | Leonard Strong | Ralph Lothar               |
| Pierre                 | Henry Brandon  | Heinz Giese                |
| Polizist               | Hugh Sanders   | Hans W. Hamacher           |
| Polizei-Lieutenant     | Tom Powers     | Paul Wagner                |

Anmerkung: Die kursiv geschriebenen Namen sind Rollen und Darsteller, die nicht im Abspann erwähnt wurden.

## Veröffentlichung
Die Premiere des Films fand am 28. Mai 1953 in Los Angeles statt. In der Bundesrepublik Deutschland kam er am 19. März 1954 in die Kinos, in Österreich bereits im Dezember 1953.

## Kritiken
Der Filmkritiken-Aggregator Rotten Tomatoes hat in einer Auswertung von sieben Kritiken eine Zustimmungsrate von 71 Prozent errechnet. Das Publikumsergebnis hat sich bei 73 Prozent positiver Bewertungen eingependelt.
Bosley Crowther schrieb in der The New York Times, es habe einen ziemlichen Aufschrei gegeben bei der Aufführung des Films. Jetzt sei es leicht zu verstehen, warum. Der hier erfundene Unsinn sei keine inspirierte Darstellung der komischen Eigenschaften der beiden Hauptdarsteller. Das Stück von Paul Dickey und Charles W. Goddard, auf dem das Drehbuch basiert, habe Bob Hopes „The Ghost Breakers“ vor etwa dreizehn Jahren uneingeschränkte Dienste geleistet. George Marshall, der bei diesem früheren Erfolg Regie führte, habe die Komiker in dieser hoffnungsvollen Neuverfilmung des alten Stücks durch ihre Schritte geführt, aber irgendwie komme der absurde Humor von Spukhäusern und umklammernden Händen, die Mr. Hope in unheilige Angst versetzen, nicht in den Reaktionen von Mr. Martin und Mr. Lewis auf dieselben Dinge zum Vorschein. Mr. Lewis zittere und hüpfe auf die extravaganteste Art und Weise, er und Mr. Martin tun so, als hätten sie Angst vor mysteriösen Gangstern, bevor sie überhaupt in das Versteck gelangen. Doch diese energischen Vortäuschungen von Terror und Qual wirken in diesem kratzig zusammengewürfelten Film entschieden bemüht und mechanisch. Hal B. Wallis, der für Paramount produzierte, war sich offenbar einiger Mängel bewusst und brachte Carmen Miranda in den Film. Der Nutzen sei nicht wahrnehmbar. Obwohl die kubanische Sexbombe ein paar Mal herausspringe und ihre besondere Art des Singens und Tanzens vorführte, bestehe ihr einziger nennenswerter Dienst darin, Mr. Lewis dazu zu bringen, sie zu imitieren, was er schon einmal getan hat und was nicht gut sei.
Die Variety hingegen lobte, dass Martin und Lewis für eine lockere Runde Slapstick-Komik sorgen.
Das Lexikon des internationalen Films schrieb: „Überdrehte Horrorgroteske für ausgemachte Jerry-Lewis-Fans.“
Die Filmzeitschrift Cinema befand: „Die Geistergeschichte bietet Lewis und Martin jede Menge Gelegenheit, sich auszutoben, wobei furiose Szenen entstehen. Fazit: Starr vor Angst? Bebend vor Lachen!“